# 월명공원
월명공원(月明公園)은 대한민국 전북특별자치도 군산시에 있는 공원이다. 공원 내에 긴 산책로가 있으며, 산책로는 총 세 곳이다.

## 참고 자료
오인철. “월명공원”. 디지털군산문화대사전.